# スチテペケス県
スチテペケス県（スチテペケスけん、スペイン語: Departamento de Suchitepequez）は、グアテマラの西部に位置する県。県都はマサテナンゴである。

## 隣接する県
北でケツァルテナンゴ県、ソロラ県、チマルテナンゴ県、東でエスクィントラ県、西でレタルレウ県と接し、南は太平洋に臨む。

## 下位行政区
県は下記の20市からなる（アルファベット順）。
1. チカカオ市 (Chicacao)
2. クヨテナンゴ市 (Cuyotenango)
3. マサテナンゴ市 (Mazatenango)
4. パトゥルル市 (Patulul)
5. プエブロ・ヌエボ市 (Pueblo Nuevo)
6. リオ・ブラボ市 (Río Bravo)
7. サマヤック市 (Samayac)
8. サン・アントニオ・スチテペケス市 (San Antonio Suchitepéquez)
9. サン・ベルナルディーノ市 (San Bernardino)
10. サン・フランシスコ・サポティトラン市 (San Francisco Zapotitlán)
11. サン・ガブリエル市 (San Gabriel)
12. サン・ホセ・エル・イドロ市 (San José El Idolo)
13. サン・フアン・バウティスタ市 (San Juan Bautista)
14. サン・ロレンソ市 (San Lorenzo)
15. サン・ミゲル・パナン市 (San Miguel Panán)
16. サン・パブロ・ホコピラス市 (San Pablo Jocopilas)
17. サンタ・バルバラ市 (Santa Bárbara)
18. サント・ドミンゴ・スチテペケス市 (Santo Domingo Suchitepequez)
19. サント・トマス・ラ・ウニオン市 (Santo Tomás La Unión)
20. スニリート市 (Zunilito)